# Benjamin Walker (Politiker)
Benjamin Walker (* 1753 in London, Großbritannien; † 13. Januar 1813 in Utica, New York) war ein US-amerikanischer Politiker. Zwischen 1801 und 1803 vertrat er den Bundesstaat New York im US-Repräsentantenhaus.

## Werdegang
Benjamin Walker wurde während der Regierungszeit von Georg II., König von Großbritannien und Irland in London geboren. Er besuchte die Blue-Coat School. Die Familie Walker wanderte in die Vereinigten Staaten ein und ließ sich in New York City nieder. Er diente während des Unabhängigkeitskrieges als Aide-de-camp von General Friedrich Wilhelm von Steuben und war danach Mitglied im Stab von General George Washington. Am 21. März 1791 wurde er Naval Officer of Customs im Port of New York – eine Stellung, die er bis zum 20. Februar 1798 innehatte. 1797 zog er nach Fort Schuyler (heute Utica). Er war Agent für den größten Grundbesitzer von Earl of Bath. Politisch gehörte er der Föderalistischen Partei an.
Bei den Kongresswahlen des Jahres 1800 wurde Walker im neunten Wahlbezirk von New York in das US-Repräsentantenhaus in Washington, D.C. gewählt, wo er am 4. März 1801 die Nachfolge von Jonas Platt antrat. Da er auf eine erneute Kandidatur im Jahr 1802 verzichtete, schied er nach dem 3. März 1803 aus dem Kongress aus.
Er verstarb am 13. Januar 1818 in Utica und wurde dann auf dem Old Village Burying Ground an der Water Street beigesetzt. Seine sterblichen Überreste wurde am 17. Juni 1875 auf den Forest Hill Cemetery umgebettet.